# Haematopota lewisi
Haematopota lewisi är en tvåvingeart som beskrevs av H. Oldroyd 1952. Haematopota lewisi ingår i släktet Haematopota och familjen bromsar.
Artens utbredningsområde är Uganda. Inga underarter finns listade i Catalogue of Life.